# Sîngera
Sîngera je město v Kišiněvské municipalitě v Moldavské republice.
Město Sîngera se nachází jihovýchodně od města Kišiněv na dálnici Kišiněv-Oděsa, kterou protéká řeka Ișnovăț, 18 km od centra obce a 4 km od stanice Revaca.
Město Singera a jeho složky, vesnice Dobrogea a Revaca, které fungují podle zákona č. 764-XV ze dne 27. 12. 2001 „O územně správním uspořádání“, vzniklo 30. března 1988 výnosem Nejvyššího sovětu č. 2617-XI.

## Obyvatelstvo
Etnická struktura podle sčítání lidu v roce 2014
Etnická struktura města podle sčítání lidu v roce 2014:
| Národnost    | Populace | %     |
| ------------ | -------- | ----- |
| Moldavané    | 8 534    | 85,67 |
| Rumuni       | 823      | 8,26  |
| Rusové       | 277      | 2,78  |
| Ukrajinci    | 157      | 1,58  |
| Gagauzové    | 30       | 0,30  |
| Bulhaři      | 14       | 0,14  |
| Ostatní      | 67       | 0,67  |
| bez odpovědi | 60       | 0,60  |
| Celkem       | 9 962    | 100   |

## Partnerská města
- Huși, Rumunsko